# 第十世班禅额尔德尼
确吉坚赞，法名罗桑赤列伦珠确吉坚赞（藏語：བློ་བཟང་འཕྲིན་ལས་ལྷུན་གྲུབ་ཆོས་ཀྱི་རྒྱལ་མཚན་，威利转写：blo bzang 'phrin las lhun grub chos kyi rgyal mtshan，藏语拼音：Losang Chinlä Lhünchub Qögyi Gyäcän，1938年2月3日—1989年1月28日），原俗名贡布慈丹，青海循化县藏族人，藏传佛教格鲁派第十世班禅额尔德尼，中华人民共和国政治人物，原副国级领导人。是位于西藏日喀则市格鲁派六大寺之一的扎什伦布寺的寺主。
九世班禅圆寂后，班禅堪布会议厅依据乃琼护法占卜得到的“神谕”，于藏区东部找到了包括贡布慈丹内的9名灵童。经过长时间生活在九世班禅身边僧侣的选择，确定贡布慈丹为九世班禅转世。由于当时日喀则政府与拉萨政府的竞争关系，堪布会议致电中华民国政府，要求依据清末惯例免予金瓶掣签。中華民國政府代总统李宗仁1949年6月3日于广州签发电令，免予金瓶掣签，承認贡布慈丹为十世班禅额尔德尼。贡布慈丹于8月10日坐床典礼后正式继任。同年9月，中国人民解放军占领西宁后，十世班禅主动与中华人民共和国中央人民政府联系，表示拥护中央人民政府。此后，十世班禅历任全国人大常委会委员、全国政协副主席、西藏自治区筹备委员会副主任等职务。
1959年藏区骚乱中，第十四世達賴喇嘛出走，十世班禅选择留在西藏，接受了中央人民政府任命的西藏自治区筹备委员会代主任的职务。出于对中华人民共和国在藏区实施改革中产生问题的不满，十世班禅于1962年编写了《七万言书》，对中华人民共和国的西藏政策进行了严厉的挞伐。该报告与国防部长彭德怀《八万言书》一起，被中国共产党中央委员会主席毛泽东定性为“反动派的疯狂反扑”，导致班禅与中共关系恶化。1964年，十世班禅出人意外地于一次万余藏人参与的集会中，表示达赖喇嘛是西藏最高领袖，宣扬西藏独立，此后立即被逮捕，被指控为“反人民、反社会主义、蓄谋叛乱”、“最大的反动农奴主之一”被剥夺了一切职务。1966年文化大革命爆发后，十世班禅被批判为“班禅集团”受到迫害入狱。直到1978年平反，在得到时任中国共产党中央委员会副主席邓小平的允许后，十世班禅得以出狱。出狱后，十世班禅被恢复党和国家领导人职务，并在西藏实施了一系列涉及藏族文化、宗教、语言、习俗的重建与改革，得到了许多藏族人的爱戴。
十世班禅与夫人李洁的女儿叫仁吉旺姆，班禅去世的时候，她才五岁半。小学毕业后，李洁将仁吉旺姆送到美国上学。此后，仁吉旺姆一直在美国求学。

## 生平

### 早年

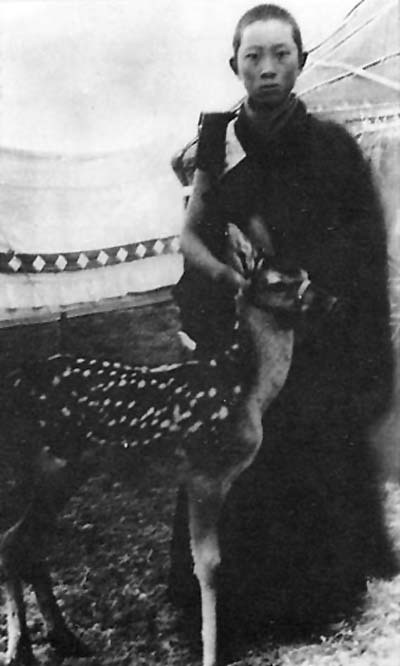
十世班禅幼年（1947年）

贡布慈丹于1938年2月3日 （藏历第十六绕迥之土虎年正月初三）出生于中华民国青海省（藏區安多）循化县温都乡一户贫苦的农民家中，乳名贡布慈丹（又译宫保慈丹、贡布才旦，藏語：མགོན་པོ་ཚེ་བརྟན་，威利转写：mgon po tshe brtan，藏语拼音：Gönbo Cêdän）。远祖出自西藏萨迦昆氏家族，其生父为尧西·古公才旦，生母为尧西·索朗卓玛，贡布慈丹在家中排行老大，有胞弟温都·公布甲。1937年12月1日，第九世班禅额尔德尼（曲吉尼玛）圆寂后，依照惯例，西藏噶厦、班禅堪布会议厅、札什伦布寺均分别开始了寻找第九世班禅额尔德尼的转世灵童的工作。班禅堪布会议厅于1941年指认贡布慈丹为班禅转世灵童之一，但拉萨噶廈對此一直不予承認，噶廈在拉薩另外指認了两名轉世灵童。1943年春，班禅堪布会议厅拜嘉雅活佛为贡布慈丹的副经师。
1944年在拉卜楞寺拉科活佛拉科·晋美赤烈嘉措（同年成为贡布慈丹的正经师）主持下，于宗喀巴诞生处圣迹前举行仪式，从10名灵童中确认贡布慈丹为第九世班禪额尔德尼的轉世灵童，授法名“确吉坚赞”，迎请至塔尔寺供养，接受严格的经学教育，潜心研习《釋量論》、《现观庄严论》、《入中論》、《戒律本论》、《俱舍论》（合称五部大论）等佛教经典。
经过诸多过程，最后在1949年6月3日，由处于广州的国民政府代总统李宗仁颁布文书:“青海灵童宫保慈丹，慧性澄圆，灵异夙著，查系第九世班禅额尔德尼转世，应即免于掣籤，特准继任为第十世班禅额尔德尼。”8月10日，国民政府专使关吉玉（时任蒙藏委员会委员长）和青海省政府主席马步芳的代表马继融参加了在塔尔寺举行的坐床大典，并颁发了汉、藏文合璧的“西藏班禅行辕堪布会议厅”印鉴。班禅堪布会议厅邀请拉卜楞寺拉科活佛拉科·晋美赤烈嘉措为贡布慈丹剪发，取法名“罗桑赤烈伦珠确吉坚赞”，简称“确吉坚赞”，并受沙弥戒。8月26日，中国人民解放军占领兰州，青海局势混乱。班禅堪布会议厅带着十世班禅避居六世班禅的驻锡地香日德。临行前，十世班禅向嘉雅经师交代任务，让他在塔尔寺挑选一些可靠的喇嘛，到西宁观察解放军的举动，及对待藏民和宗教的态度，在弄清楚后向嘉雅经师汇报。同日，国民政府专使蒙藏委员会向堪布会议厅表示，希望可以在合适的时候接班禅及少数随行人乘飞机前往台湾。

### 中国人民解放军進駐西藏
1949年9月，中国人民解放军占领西宁。9月10日，嘉雅活佛派出的喇嘛携带解放军在西宁到处张贴的《约法八章》返回，十世班禅与身边人员讨论后决定按照旧有习惯，用糌粑丸打卦，决定与共产党合作。十世班禅随即派人同中国共产党进行联系。10月1日中华人民共和国成立，班禅堪布会议厅在西寧發電報給中共中央主席、中央人民政府主席毛澤東、中国人民解放军總司令朱德，表示拥护中华人民共和国中央人民政府：
“北京中央人民政府毛主席、中国人民解放军朱德司令钧鉴：
钧座以大智大勇之略，成救国救民之业，义师所至，全国欢腾，班禅世受国恩，备荷优崇。二十余年来，为了西藏领土主权之完整，呼吁奔走，未尝稍懈。第以未获结果，良用疚心。刻下羁留青海，待命返藏。兹幸在钧座领导之下，西北已获解放，中央人民政府成立，凡有血气，同声鼓舞。今后人民之康乐可期，国家之复兴有望。西藏解放，指日可待。班禅谨代表全藏人民，向钧座致崇高无上之敬意，并矢拥护爱戴之忱。”—十世班禅致中华人民共和国中央人民政府电报
1949年11月23日毛泽东主席和朱德总司令、彭德怀副总司令联名复电班禅大师：
接读10月1日来电，甚为欣慰。西藏人民是爱祖国而反对外国侵略的，他们不满意国民党反动政府的政策，而愿意成为统一的富强的民族平等合作的新中国大家庭的一分子。中央人民政府和中国人民解放军必能满足西藏人民的这个愿望。希望先生和全西爱国人士一致努力，为西藏的解放和汉藏人民的团结而奋斗。
1950年5月初，青海省委和青海军区，根据彭德怀指示精神，决定从解放军第一军第三师师直机关和所属各团抽调部队干部39名(其中营、团干部8名)，新参加工作的青年干部和地方干部22名，组建中共都兰县委，挺进都兰地区开展工作。方新任县委书记，官保加(蒙古族)任县长，伊林、丹科(藏族千户)、王德海(蒙古族王公)任副县长。行前，青海省委书记张仲良、省委民族统战部长周仁山等特別强调此行搞好民族团结工作，认真宣传贯彻党的民族宗教统战政策的重要性，并特別嘱托尽快去香日德寺看望班禅。6月5日都兰县委抵达县址察汗乌苏，诸事稍有头绪后，6月中旬县委、县人民政府的负责人方新、官保加、伊林、王德海、杨文锦等前往香日德寺所在地德律班津，拜访班禅，奉赠了哈达、锦缎、砖茶等礼物，传达了青海省委、省人民政府领导对班禅的致意和问候，向班禅通报了都兰县人民政府组建经过和工作方针与任务，表明要坚决贯彻党的民族平等团结和宗教信仰自由政策。班禅当即表示：将全力给予支持。事后，都兰县委立即将这次会见经过电报青海省委、省政府。不久班禅派计晋美专程前往西安，晋见西北军政委员会彭德怀主席，呈送了班禅的信件和礼物。1950年7月29日，彭德怀致函班禅：
班禅额尔德尼先生：
计晋美诸位来西安，收像片两张，并接读元月十二日惠书，藉悉先生爱护祖国关怀解放西藏之意，曷胜欣慰。关于解放西藏人民和领土问题，我中央人民政府已在尽速做好准备工作，即行进军。誓将坚决驱逐帝国主义势力，彻底肃清西藏内部的人民公敌，解放藏族人民，在中央人民政府领导下实行区域自治，以事恢复与发展经济建设事业。尚希先生依靠中国人民政协共同纲领，广泛宣传民族政策，号召西藏人民协助解放军，胜利进军西藏，迅速达成任务，使西藏人民早日回到中华人民共和国友爱合作的大家庭，享受平等、安乐、幸福的新生兹送上袈裟衣一件、绸子一匹、茯茶十块及本人像一张，希即哂收。专此奉覆。顺致

敬礼

                                      彭德怀 7月29日。
同时，青海省委、省人民政府电示都兰县委：省委、省人民政府准备迎接班禅大师来西宁，要求都兰县委、县人民政府做好各项准备工作。1951年8月初，班禅乘坐青海省人民政府派来的专车，在省政府派来的迎接人员，堪布厅僧俗官员以及班禅侍卫人员和各族群众代表的护送下，途经都兰县府所在地察汗乌苏，及共和、兴海，于1950年8月25日抵达塔尔寺。青海省民族事务委员会主任周仁山亲往塔尔寺，代表省委、省人民政府欢迎班禅来临；喜饶嘉措副主席、扎喜旺徐副秘书长等亲往塔尔寺看望班禅。8月底，班禅莅临西宁，拜会了青海省委、省政府各位领导。
1951年春季，第十四世达赖喇嘛亲政，中华人民共和国中央人民政府和噶厦政府商定将于北京举行谈判。中华人民共和国政府邀请十世班禅进京。4月中旬，十世班禅在前往北京途中于西安与中共中央西北局第二书记习仲勋会谈时谈到：“我们是专程去北京向毛主席致敬的，我们把藏族人民对中央人民政府和毛主席的良好祝愿亲自传达给毛主席。”“要坚决拥护中央人民政府的正确领导，决心与西藏各界爱国人士一道，为西藏的解放和藏族人民的团结而努力奋斗。”4月27日，班禅一行45人到达北京。当天晚上，政务院总理周恩来为其举办宴会。宴会前，十世班禅与周恩来进行了长时间的交谈。班禅回藏是中华人民共和国中央人民政府与西藏噶厦谈判的条件之一。5月1日，毛泽东在天安门城楼上接见了十世班禅。

1951年5月，十世班禅向毛泽东献哈达。

5月23日，中华人民共和国中央人民政府与西藏地方政府举行了《关于和平解放西藏办法的协议》的签字仪式。次日下午，毛泽东在中南海怀仁堂与西藏地方政府和谈代表和十世班禅会面。十世班禅向毛泽东献了哈达，赠送了锦旗、金盾、长寿铜像、银曼札、藏香及其它贵重礼品。当晚，毛泽东举办了盛大宴会，十世班禅在宴会上讲到：“多少年来没有解决的中国的民族问题—西藏问题，在毛主席领导下胜利地解决了。和平解放西藏是中国各民族大家庭的一大喜事。中华人民共和国中央人民政府、达赖和班禅三方面的团结，只有在中国共产党和人民政府领导下才能实现。”5月28日，班禅堪布会议厅声明表示“为了西藏民族的彻底解放和发展，为了巩固和发展中国人民的胜利，今后坚决拥护毛主席的领导，拥护中华人民共和国中央人民政府和中国共产党的领导，为正确执行全部协议，为西藏民族与中国各民族的团结和西藏民族内部的团结而奋斗”。6月2日，十世班禅赴天津、上海、杭州等地参观。6月26日返抵西宁塔尔寺。
护送班禅返藏的筹备工作主要在兰州、北京两地进行。在北京，由中央民委办公厅主任杨静仁和西北西藏工委的牙含章、肖生负责，班禅驻北京办事处也协同行动。主要任务接收和安排从中央选调的护送班禅是干部，领取经费，采购所需装备，为班禅特制了活动房子，并派人去天津、上海等地订制和采购各类需要物资。在兰州、西宁等地的物资筹备工作，范明指定专人分头负责，班禅行辕也相应成立了入藏筹备处，从青海、甘肃、陕西、宁夏等省采购马、骡和驮牛，购置帐篷炊具、粮袜和其他物资。共计为班禅行辕购马骡1700匹，驮牛3817头，从甘肃民勤县雇骆驼3000峰，从青海还雇用了大量驮牛。还为班禅行辕建立了一支400人的民族武装——班禅警卫营。为此，青海省委、省政府、省军区先后发出指示和通知，成立了招募委员会，以“解放西藏，驱逐帝国主义，巩固国防”为口号，在青海省的化隆、贵德、循化、共和、同仁、海晏等县的藏族中招募了300多名青年，与班禅原来的卫队合并，组建了班禅警卫营，由青海驻军派出军事、政治骨干突击训练；该营后沿革为日喀则军分区独立营。
1951年8月初，范明、慕生忠率领的解放军第十八军独立支队和堪布会议厅的负责官员计晋美、阿旺金巴率领的班禅行辕入藏工作委员会，以及部分骑兵、班禅警卫先离开西宁。12月1日，这支先头部队到达拉萨与解放军第十八军主力部队会师。12月4日，计晋美等前往布达拉宫拜谒达赖喇嘛，递交班禅额尔德尼的信件。随后，计晋美又在中央驻西藏代表张经武的指导下，与西藏地方政府交涉，达成将扎什伦布寺归还班禅的协议。
1951年12月15日班禅离开塔尔寺到西宁，暂驻大佛寺，向青海省有关方面辞行。班禅致电毛泽东主席：“此次返藏以后，一定在您、中国共产党和中央人民政府领导之下与达赖佛紧密团结，共商一切，为彻底实现和平解放西藏办法的协议，驱逐帝国主义在西藏的影响，巩固国防和建设新西藏而奋斗。”毛泽东主席复电勉励，并特命时任西北局书记、西北军政委员会副主席的习仲勋为代表，到西宁为班禅送行。班禅特意为习仲勋组织了盛大的欢迎会，并发表热情洋溢的讲话。12月16日，青海各族各界人民代表一千余人，在西宁举行欢送大会。习仲勋代表毛泽东主席、中央人民政府和西北军政委员会致词：“班禅额尔德尼先生同达赖喇嘛一样，在西藏人民中威信很高，班禅先生离藏二十八年间，西藏人民时刻在怀念着。班禅先生此次返回西藏，一定会受到西藏人民的热烈欢迎……”
1951年12月19日，十世班禅一行人在牙含章率队护送下，从西宁西门外启程返回西藏，习仲勋和青海省党政军相关负责人及青海万余群众送行。班禅及行辕包括班禅警卫营、医疗队、文工队等共计809人，护送人员及民工1071人。总计为1880人。雇了三千多峰骆驼，七千多头牦牛，驮运足够的人粮、马料和燃料。另外，乘马2600余匹，供堪布会议厅官员和眷属以及护送的干部和战士各准备马两匹，轮换骑乘。还有骡子400余头，组成两头抬“架窝子”，即驮轿200副，供伤、病员使用。班禅返藏梯队在香日德经过休整，于1952年1月12日出发。时值隆冬，天寒地冻，雪深盈尺。牲畜每天要吃草，因此每天走半天路放半天牧，实际上是半行军半游牧。每支小驮队必须拉大距离，才能在宿营地有充足的草和水喂养牲畜。返藏梯队领导每天将行程情况集中以后，通过电台通报西北局和西藏工委。1952年3月，班禅和护卫部队到达那曲时，拉萨方面传来鲁康娃·泽旺饶登和本珠仓·洛桑扎西组织所谓的“人民会议”事件的消息。牙含章传达西北西藏工委指示，护送部队全体进入一级战备状态，安排了应付可能发生事变的各种具体措施。经过四个多月的艰苦跋涉，1952年4月24日班禅及护送人员终于抵达拉萨东郊胜利塘，范明和西藏军区参谋长李觉前来驻地迎接看望。4月28日十世班禅进入拉萨城区。当天下午，十世班禅前往布达拉宫，在日光殿与十四世达赖喇嘛会面，班禅對达赖喇嘛行了叩拜大礼。此次会面是这是自从九世班禅与十三世达赖喇嘛失和后，27年以来班禅与达赖第一次相聚。十世班禅在拉萨停留43天，此期间班禅堪布会议厅与西藏工委对噶厦政府进行艰苦的说理工作，解决了恢复班禅固有地位和职权的问题。6月9日，十世班禅一行从拉萨启程，西藏工委和西藏军区举行盛大欢送仪式，拉萨居民3万多人参加送行。6月23日十世班禅回到了位于西藏日喀则的扎什伦布寺，西藏各地赶来迎接的6万多群众聚集在日喀则迎接，当天十世班禅即在扎什伦布寺历代班禅举行坐床的大殿内，举行了隆重地升座仪式。
1954年9月，十世班禅同达赖喇嘛一同前往北京，出席了第一届全国人民代表大会第一次会议，讨论宪法草案，期间并发言。，27日当选为全国人民代表大会常务委员会委员，12月25日当选为全国政协副主席。在此期间，十世班禅多次与毛泽东、刘少奇、周恩来等领导人会面。
1955年2月23日藏历木羊年正月初一，十四世达赖和十世班禅前往中南海向毛泽东、刘少奇、周恩来等领导人拜年。24日下午，十四世达赖和十世班禅在中南海举行宴会，毛泽东、刘少奇、周恩来等领导人应邀出席。会上，十世班禅致辞“深深地认识到这只有在中国共产党和毛主席领导下和祖国温暖大家庭中，才能如此尊重少数民族的风俗习惯，才能如此关怀备至。这是毛主席伟大民族政策的光辉。”
1955年3月9日，国务院总理周恩来主持召开了第七次国务院全体会议，专门讨论西藏工作。会议通过了《国务院关于成立西藏自治区筹备委员会的决定》，决定由第十四世达赖喇嘛任西藏自治区筹备委员会主任委员，第十世班禅额尔德尼任第一副主任委员，张国华为第二副主任委员。此外，会议还通过了《国务院对西藏地方政府和班禅堪布会议厅委员会之间关于历史悬案问题的谈判达成的协议的批复》。3月12日，十世班禅结束了对内地的视察访问，离开北京返会西藏，参与西藏自治区的筹备。当天，毛泽东与汪锋、计晋美等到畅观楼与十世班禅交谈，毛泽东对十世班禅说：“每个民族都应有自己的民族领袖，西藏有达赖和班禅这样的领袖是很好的。”对此，十世班禅感到十分惊讶，毛泽东于是重复了一遍，十世班禅于是回答到：“我不是领袖，只有毛主席是各族人民的伟大领袖。”毛泽东再次回应说：“您就是领袖嘛！我看在西藏，不能只喊‘毛主席万岁！’、‘朱总司令万岁！’，还要喊‘达赖喇嘛万岁！’、‘班禅喇嘛万岁！’”。离开北京返回西藏途中，十世班禅开始学习汉语，三年后已掌握二到三千个汉字，可以阅读一般的汉文文件和书报。同时，十世班禅还学习了中国历史、中国共产党党史等。在佛学方面，在恩久经师的指导下，十世班禅仔细阅读了五部大论、慈氏五论和四续部。

### 藏区骚乱
从1955年下半年开始，中华人民共和国政府在内地推行社会主义改造和农业合作化运动，并在金沙江以东包括川、滇、甘、青的藏区开始实行土地改革，随即藏区发生了民變，且规模日益扩大，中共称此为“康巴叛乱”。在对四川、青海等地藏区农牧业强行进行社会主义改革时，大量摧毁寺院，强迫僧人还俗，许多普通群众被打成“叛匪”，结果造成人民生活陷入困苦。
1956年4月22日，西藏自治区筹备委员会成立，十世班禅任筹委会第一副主任委员。在成立大会上，十世班禅积极主张土地改革，还提出要在自己所属的春堆庄园首先进行试点，为“如何改革封建农奴制度，解放农奴和奴隶”摸索经验，时任国务院副总理陈毅率领中央代表团前往西藏做了大量工作。在土地改革开始后，十世班禅的父亲为顺应时势，主动从拉萨前往日喀则为自己曾是农奴主阶级而向群众道歉，还表示要自我改造。然而，在之后的群众斗争中，十世班禅的父亲依然遭到了殴打。
11月，应印度政府邀请，十世班禅与达赖喇嘛一同前往印度参加释迦牟尼涅槃2500周年纪念活动，并在印度各地朝拜和参观访问。在印度期间，获印度婆罗奈斯佛教大学荣誉佛学博士学位。当时西藏獨立勢力在印度活躍，周恩来正在印度访问，并与十世班禅和达赖喇嘛进行了会谈，十世班禅表示绝不受外界影响，并强调要遵守《十七条协议》。1957年1月29日，十世班禅先行回国。
1958年，十世班禅在西藏日喀则扎什伦布寺辩经大法会上考取了“噶钦”学位。自1958年起，十世班禅在青海塔尔寺和扎什伦布寺开讲《菩提道次第广论》、《时轮金刚灌顶法》等显密佛教经典，并精心钻研宗喀巴的著作。

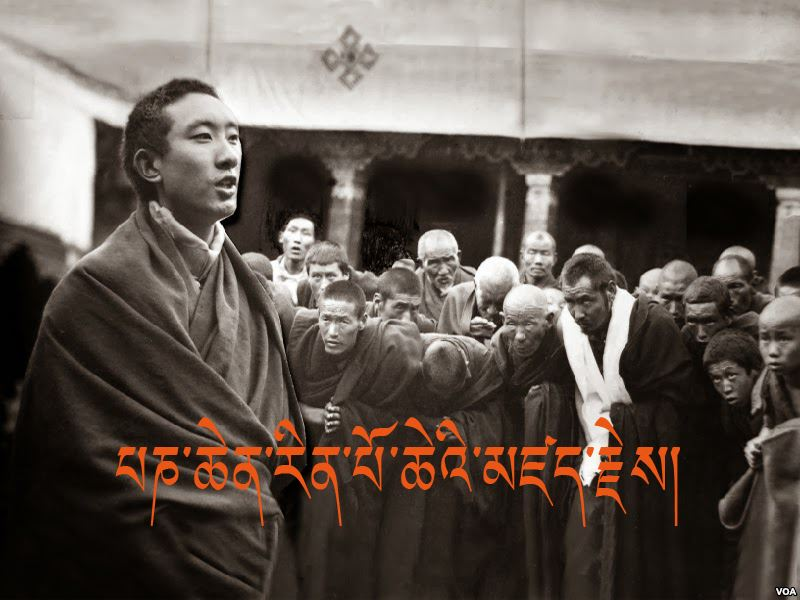
班禅在藏傳寺院

1959年3月10日，西藏拉萨爆发反对中华人民共和国政府统治的武装暴动，随后与中国人民解放军发生激战。17日十四世达赖喇嘛率人撤出拉萨。28日，总理周恩来下令将西藏噶厦政府解散，并由西藏自治区筹备委员会行使西藏政府职权，任命十世班禅为筹备委员会代理主任委员。29日，十世班禅向北京发电报，表示支持国务院的决定，并从日喀则赶往拉萨，行使代理主任委员职权。4月1日，达赖喇嘛抵达印度，在印度组织西藏流亡政府，致力于“西藏独立运动”。
同年4月14日，十世班禅率领西藏代表团抵达北京，准备参加了第二届全国人大第一次会议。当晚，周恩来在中南海为其举行宴会。15日，毛泽东召集第十六次扩大的最高国务会议，重点谈论西藏问题。十世班禅大师出席会议并在人大全体会议上作了长篇发言，阐述了“西藏在平息叛乱和改革中取得的伟大胜利，严厉谴责一小撮反动分子背叛祖国、妄图阻挡西藏社会进步的罪行。同时，真诚希望达赖喇嘛回到祖国怀抱，共同建设新西藏”。6月28日，十世班禅主持召开了西藏自治区筹备委员会第二次全体会议，讨论了平叛与改革等政策和措施。会议通过了《关于进行民主改革的决定》。十世班禅在这次会议上提出“宪法进庙”，主张对寺庙实行民主管理。8月7日，西藏工委发布了《关于班禅堪厅地区民主改革的指示》，成立“双反委员会”，任命刘鹏（日喀则专署专员）为主任，纳旺金巴（班禅堪厅副主任）、土丹尼玛为副主任，带领扎什伦布寺3500余名僧人学习并进行“反封建特权、反封建剥削和算政治迫害账、等级压迫账、经济剥削账”的“双反三算”运动。运动进行7个月后，依照班禅的意见，保留1968名僧人并组成了民主管理委员会。
1959年9月，十世班禅前往北京参加建国十周年庆典，在欢迎会谈话上谴责美国操纵联合国大会把西藏问题列入联大议程。但在十世班禅的一生当中，从未斥责或批评过达赖喇嘛，并多次拒绝谴责达赖喇嘛。10月至12月，在中共中央的决定下，十世班禅在李维汉、陈叔通、汪锋等的陪同下，前往重庆、南昌、上海等城市参观访问、疗养，并开了一个小型的“神仙会”，会后形成了《李维汉同志和班禅副委员长谈话纪要》。
1961年1月23日，十世班禅与毛泽东会面，毛泽东表示“反右必出‘左’，日喀则有些群众抄了班禅父母、计晋美和拉敏等人的家，这种行为是不对的”，并对十世班禅说：“过去有十一万喇嘛，现在留下几千人专门学经，有近十万人从事生产，这对发展经济和人口有很大好处。”“你们是爱国进步人士，我们从香日德起就合作”，“我们一起搞了这样久，从1959年以来，在平叛、改革等大政方针上，我们都是一致的，始终一致合作”，“我告诉你一个办法，你有什么不满，有什么意见和问题，就向他们讲。听说你有这个作风，很好。你所想的他们不知道不好。工委给我们汇报说他们满意，觉得你讲真话，有时你同他们开个座谈会，把你的牢骚也发出来，双方一讲就通了。”会上，毛泽东指出，西藏现在要纠正“左”的偏向。1月24日，十世班禅与周恩来会面，周恩来对十世班禅说：“你们谈得好。我们相处十一年了，见面什么话都可以谈。”“只要不背叛祖国，不压迫群众，保守一点，慢一点不要紧。今后我们之间多谈心，成为‘随便、自由、不客气’的朋友。”十世班禅虽然仍心有疑虑但仍深受鼓舞。同年4月29日，十世班禅主动提出了结束班禅堪布会议厅委员会的报告，并在7月9日得到国务院的同意。随后，十世班禅指示下属将印信文书档案交给西藏自治区委员会。

### 《七万言书》

#### 质疑
1961年9月，十世班禅前往北京参加国庆活动。随后半年，十世班禅曾到西藏、四川、青海、云南诸省藏区访问考查，在发现人民公社的问题及执行民族、宗教、统战政策的问题后，质问中国共产党四川干部“共产党的宗旨是全心全意为人民服务，你们为什么不为老百姓说话？为什么不向中央反映真实情况？为什么在人民的苦难面前闭上眼睛？”十世班禅在四川甘孜藏族自治州视察时，州负责人向他汇报甘孜、阿坝两个自治州在平叛、改革后广大劳动人民获得了翻身解放，生产发展了，生活改善了。他随即打断其谈话说：“甘孜、阿坝是开展平叛、改革最早的地区，平叛五六年还平息不下去，你们这里平叛扩大化现象非常严重，匪民不分，把大批劳动人民、基本群众打成‘叛匪’。在改革时，大批寺院被毁坏，喇嘛被强迫还俗……许多老百姓吃不饱肚子，甚至有饿死人的现象。”“有人批评我，老讲民族、宗教问题。我是活佛，是藏族，谈民族问题、宗教问题是很自然的呀。你们在座的都是共产党员吧？你们为什么不为老百姓说话？为什么不向中央反映真实情况？”

#### 劝阻
对此，十世班禅认为自己有必要有责任向中央反映问题，并把此想法告诉了身边的人，但遭到了他们的反对。十世班禅的经师恩久活佛（曾为九世班禅的行辕參謀之一，与九世班禅一起到青海，并主持过寻访九世班禅的轉世靈童）更极力劝阻，并特意提醒他1957年反右运动和1959年庐山会议后的反右倾记忆犹新，因此不可轻举妄动。恩久活佛对十世班禅说到：“达赖活佛已经走了，现在只剩下你一个，要是你有不祥，不只是你，也不只是我们扎什伦布和后藏的事，整个藏区的政教事务都会受到影响，几百万藏民会感到没有依靠。” 但十世班禅认为自己的目的是为了搞好西藏的工作且没有私心并回答到：“只要民族振兴，人民幸福、佛法宏扬，我个人暂受一点冤屈，也无需愧悔”。于是他力排众议在当年年底，由于汉语不够好，开始用藏文起草《七万言书》，耗时五个月。

#### 发布
1962年4月21日至5月29日在北京召开的民族工作会议上，时任中共中央统战部部长李维汉检讨了“平叛扩大化”时所犯的错误，并要求加紧“甄别纠正”，当时的气氛表面上有所解冻。藏传佛学高僧中国佛教协会会长喜饶嘉措在会上对中国共产党领导进行了尖锐的批判：“我今天要说句真心话，你们有些做法太失人心，蒋介石、马步芳没有做过的事，你们做了……你们老爱回避实质问题而搞数字游戏⋯⋯我也向您学习，用几个数字，讲讲你们这几年的毛病：一说假话，二不认错，三乱整人，四无佛心，不讲人道……”。对此进行翻译的人员一度不敢进行翻译工作。
5月初，十世班禅基本写完了藏文稿，后请人翻译成汉文，以《关于西藏总的情况和具体情况以及西藏为主的藏族各地区的甘苦和今后希望要求的报告》为题递交给国务院。在该文中，十世班禅提出“七个认识”，认为中国共产党“平叛”和“民主改革”中出现的错误和问题极其严重：一、对自治权利的认识；二、对中央和地方干部过问西藏问题的认识；三、对是否要消灭藏族问题的认识；四、对是否要消灭宗教问题的认识；五、对叛乱原因的认识；六、对地方错误的认识；七、对国家前途问题的认识。在此意见书中，十世班禅认为“西藏的叛乱是具有反党、反祖国、反人民和反民主、反社会主义和反革命的性质，罪恶很大。党采取平叛的政策是非常正确、非常必要的，而且是适时的。”但他也指出“改革后佛教遭受巨大的衰败而濒于灭亡，我们藏人于心不忍。”实行专政的过程中“很多在押犯悲惨地死去了，几年来，藏族人口有很大减少，这对藏族来说，是个很危险的问题。”平叛扩大化时，青、甘、川、滇藏区有的地方“除老幼妇女等不能打仗的外，其余青壮年男子以及通情达理的人，大部分被逮捕关押了。”十世班禅通过列举大量事实，说明了在平叛、改革中出现错误和问题十分严重，还强调：这些问题和错误若不认真加以纠正，藏族将面临灭族灭教的严重危险。
针对西藏实行民主改革中的“无产阶级专政”的场面，十世班禅表示：
在民改斗争的地方刮起了两大风，如果想进行斗争，即如被斗者虽然没有特别严重的过错，也要捏造许多严重的罪行，并予夸大，随心所欲、颠倒是非，不仅毫无根据，一个比一个更尖锐激烈、更粗暴、更狂妄、更矜夸过火地姿意进行诬陷，以致冤枉了许多好人；而且对於那些疯狂的人，反予以奖励表扬，而对真假不加调查等，没有进行应有的掌握，此其狂风之一。……斗争一开始，大喊、怒吼几下，同时拔发揪须，拳打脚踢，拧肉掐肩，推来推去，有些人还用大钥匙和棍棒加以毒打，致使被斗者七窍流血，失去知觉而昏倒，四肢断折等，严重受伤，有的甚至在斗争时当场丧命，此其狂风之二。——《七万言书》
针对民主改革中对待宗教的问题，十世班禅表示：
掀起了一个消灭佛像、佛经、佛塔等的滔天浪潮，把无数佛像、佛经、佛塔烧毁，抛入水中，扔到地上，拆毁和熔化，对寺庙、佛堂、玛尼墙、佛塔姿意进行了疯象闯入般破坏……盗走了许多佛像饰品和佛塔体内的宝贵物品。……而公然无忌地侮辱宗教，把‘大藏经’用於沤肥的原料，专门把许多佛画和经书用於制鞋原料等，毫无任何道理。——《七万言书》
针对解放军进入西藏后宣传的旧西藏的黑暗与落後与共产党带来的光明等，十世班禅表示：
在西藏一些地方出现了个别人饿死的情况，这是非常不应该，是恶劣的、严重的。过去西藏虽是被黑暗、野蛮的封建统治的社会，但是粮食并没有那样缺，特别是由於佛教传播极广，不论贵贱任何人，都有济贫舍施的好习惯；讨饭也完全可以维生，不会发生饿死人的情况。我们也从来没有听说过饿死人的情况……勿使众生饥饿，勿使佛教灭亡！勿使我雪域之人灭绝！为祝为祷！——《七万言书》

#### 反响
5月下旬，国务院总理周恩来前往东北前向中央有关领导及中央统战部、中央民委、西藏工委交待，嘱咐与十世班禅协商、谈心。《七万言书》发布后，十世班禅将其送达中央领导和相关部门，引发了高度重视。依照周恩来的指示，李维汉与张经武、张国华、王其梅、夏辅仁、阿沛·阿旺晋美、帕巴拉·格列朗杰及平杰三、刘春等人一同召开参加了会议，与十世班禅一同研究相关提问题，并商量解决办法。7月19日，会议形成了四个重要文件，分别为：《加强自治区筹委会工作，改进合作共事关系》；《关于继续贯彻执行宗教信仰自由政策的几项规定》；《继续贯彻执行处理反、叛分子规定的意见》；《培养和教育干部的具体办法》。
周恩来回到北京后再次详细研究了十世班禅的《七万言书》及四个文件。7月24日下午，周恩来与十世班禅再次会面，回答了《七万言书》中提出的问题，在《七万言书》中“问题摆出来了，就必须要解决。但并不等于说你提的问题都对，有对的，有不对的。因为有这两方面的情况，所以要慎重研究。对的就接受过来，不对的正面给你提出意见，提出批评。你有意见可以保留，也是许可的。”
8月初，十世班禅回到西藏。8月13日到9月2日，谭冠三主持召开了西藏工委第六次扩大会议并传达了周恩来与李维汉等对西藏工作的指示，十世班禅对此感到很高兴。但随后形势突变，北戴河会议上，毛泽东提出了“千万不要忘记阶级斗争”、“阶级斗争要年年讲、月月讲、天天讲”的号召，并批评了李维汉，认为李维汉“统战部不抓阶级斗争，搞投降主义。”在看到《七万言书》后，毛泽东将此定性为“无产阶级敌人的反攻倒算”。

#### 批判
1962年9月召开的中共八届十中全会期间，国务院副总理习仲勋被打成“习仲勋反党集团”的首要分子。不久，李维汉被免去中共中央统战部部长职务。习李二人的免职直接影响了十世班禅。9月底，国家主席刘少奇办公厅主任张经武飞往拉萨，传达北戴河会议的内容。西藏相关领导认为，李维汉向班禅投降，对班禅“向党猖狂进攻”一味“迁就、妥协”，助长了班禅的“反动气焰”。十世班禅对此非常震惊，并在此之后与西藏工委主要负责人关系日趋紧张，分歧日益加深。工委不断对他“批评教育”，而他的西藏自治区筹委会的工作也被停止。会后，有人批判《七万言书》为“农奴主夺无产阶级专政的权”、“反党反社会主义的反动纲领”，并与彭德怀在庐山会议上提出的“八万言书”呼应，“一个在党内，一个在党外，共同向党进攻”。还有人认为十世班禅的意见与中印边界问题有关，“具有国际背景的阶级斗争”。对此，十世班禅表示无法忍受，并说：“我这个人看到‘左’的错误，看到不合理现象，看到老百姓吃苦受难，从心底感到气愤，根本坐不住。要我不讲话，或者讲好听的假话，或者闭上眼睛，我根本办不到，这大概叫‘江山易改，本性难移’吧！”。
1963年全年到1964年初，十世班禅被禁錮在一棟小楼内，十分消沉痛苦。他想見毛泽东、周恩来但未得到回应。此后，十世班禅开始求助神佛，请占卜师卜卦，向佛、菩薩祈求托梦，并希望神灵可以为其辨明是非。

### 反抗

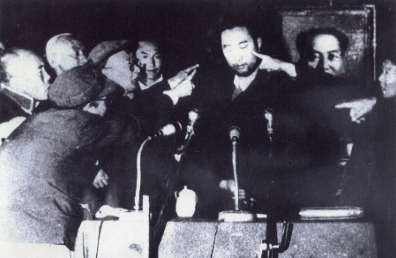
1964年，十世班禅遭到批斗。

1964年年初默朗木庆典（即传召法会）期间，十世班禅出人意料地在拉萨传召大法会上对有一万藏人参加的讲话中提出西藏有权独立并号召西藏独立，支持并赞扬了达赖喇嘛，称达赖喇嘛才是西藏人民真正的领袖。中共原逼迫班禪喇嘛批判達賴喇嘛，但班禪喇嘛卻公開說“西藏曾經是一個獨立的國家，達賴喇嘛是我們的國王，今後西藏還有獨立的權利、還會成為一個獨立的國家，最後祝願達賴喇嘛長壽”，等於向西藏人民發出復國的號召，十世班禅当场遭到拘禁，并在受到了连续七天的秘密审讯后消失，長期失去自由。
1964年9月18日至11月4日，在西藏自治区筹备委员会第七次扩大会议期间，十世班禅受到严厉批判，被指控“反人民、反社会主义、蓄谋叛乱”。会上，十世班禅据理力争毫不妥协，甚至大吵大闹，拍桌子摔茶杯，但发言被多次打断，为此，十世班禅还获罪“态度恶劣”、“抗拒改造”。会上，“翻身农奴代表”声泪俱下地指控十世班禅残酷压迫剥削农奴，犯有滔天罪行，并批判他是“最大的反动农奴主之一”。随后，会议批判了“班禅叛国集团”，指控十世班禅阴谋“背叛祖国”，搞“西藏独立”，指控原堪布厅的主要成员是“班禅集团”的“黑干将”、“黑高参”。此外，会议还指控了十世班禅在日喀则和拉萨的“班禅集团反党叛国罪行展”，并发动“百万翻身农奴大张旗鼓地揭发批判，愤怒声讨”。在会议期间，十世班禅的家被抄，查出大批卦辞，并被认为是“向党进攻”、“诅咒共产党、诅咒毛主席”的罪证。十世班禅一度成了西藏阶级斗争的主要对象，被认为是西藏各族人民“最危险的敌人”。当月，由周恩来安排，班禅举家搬到北京已故副委员长沈钧儒的寓所居住，仍受到副委员长的待遇。期间，十世班禅参加了国家民委办的学习班，还被安排到低压电器厂接受劳动改造。12月17日，国务院决定撤销十世班禅的西藏自治区筹委会副主任委员及代理主任委员职务，仅保留委员职务。在此后举行的第三届全国人大第一次会议和第四届全国政协第一次会议上，十世班禅还被撤销了全国人大常委会副委员长和全国政协副主席的职务，只保留了全国政协常务委员一职。原班禅堪布会议厅的主要成员及十世班禅的身边人员，如詹东·计晋美、恩久·洛桑群培、顿吉·索朗多吉、嘉雅·洛桑丹白坚赞等人也在1964年受到批判及处理。

### 文革入狱
文化大革命爆发后，部分斗争矛头指向了达赖喇嘛和十世班禅。周恩来对红卫兵表示对乌兰夫、十世班禅等少数民族领袖人物要加以保护，如果他们有问题可以写材料揭发，也可以背对背批判，但不能揪出批斗。因此，十世班禅在初期生活相当平静。
1966年8月末，中央民族学院的一些人强行进入十世班禅的住处，将十世班禅押送到学院，召开了大规模的批斗会并成立了“揪鬥班禅联络站”、“批判班禅指挥部”等组织，争相批斗班禅。其中，批斗罪名包括虐待殴打家中保姆，喜好男色等。在周恩来的协调下，十世班禅由北京卫戍区转移到北京政法学院接受“监护”，与被“北航红旗”揪回的彭德怀关押在同一地点。 两个多月后，得到周恩来指示，十世班禅被卫戍区送回了寓所。
1968年2月，十世班禅被再次带走，并以隔离监护的名义囚禁在秦城监狱，与外界失去联系。在狱中，十世班禅受尽折磨。在监狱中，十世班禅十分愤怒，经常猛烈地敲打铁门并呼唤：“打开铁门、把我拉出去，交给群众批斗。”“你们为什么不批判我，不提审我，我要见人，我要说话！”有时，十世班禅故意将饭碗打翻，或在放风时故意用脚踹警衛，以激怒他们和他们吵架。由于监狱管理员都为汉人，十世班禅没有机会使用藏语。在狱期间，警卫每天送饭前都会递一张藏文纸条，询问十世班禅想要甚麼餐點。但是，那时十世班禅还不懂汉文，因此受到很大的刺激。于是，他给监狱长提意见，要了一本《新华字典》，并将其“从头到尾反复背诵”。同时，他主动和监狱管理人员谈话，以学习普通話，并艰难地阅读了《毛語錄》、毛詩詞等毛泽东著作和中文报刊，将一本《新华字典》翻烂。出狱后，十世班禅曾说：“这本小字典，是我最好的老师，我要把它作为珍贵文物好好保存。”通过数年狱中的刻苦自学，出狱时，十世班禅已能流利地说汉语，汉文水平与社会知识进步较大。十世班禅的牢房与原北京市副市长万里较近，两人关系因此较为亲密。
因受十世班禅1962年《七万言书》一案的牵连，八十岁的喜饶嘉措在文革中受到批斗被被打断一条腿，并在受尽折磨后于1968年死去。1969年，一度有报道称十世班禅已经在监狱内死亡。
在文革期间，西藏本土兴起的红卫兵狂热地参与了“破四旧”，在文化方面造成巨大破坏，藏民大多篤信佛法，因而對於共產黨深為反感。文革结束后，中华人民共和国政府在藏区的政治影响力受到巨大挑战，而重新获得自由的十世班禅则享有了极大的声望。在文革的运动中，一批积极参加文革运动的藏区本土干部被十世班禅视为“投机钻营分子、地痞、流氓无产者”。与此同时，文革时期一度熄灭的宗教热情在藏区恢复。当时，虽然遭到共产党长期严厉批判，当中华人民共和国政府与十四世达赖接触达赖代表团回国时，其代表团仍然出人意料地得到了万人空巷的欢迎。进入八十年代后，西藏局势的不稳定随之而来。

### 出狱

#### 普通人的生活
1977年10月，十世班禅获释，但被软禁于北京直至1982年。出狱后，十世班禅过上了普通人的生活，每天他很早起床，念完晨经后外出跑步，从北京站一直跑到天安门广场。还与其他北京人一同作體操，与见面的陌生人问声好。跑步后，吃过早点看书学习。有时到胡同裏散步，有时自己买菜和日用品。与此同时，十世班禅开始对自己的“七万言书”反省，并认为自己在文革中的遭遇并不委屈，并表示：“过去我确实犯了错误，说了一些错话，做了一些错事，今后我准备好好总结一下，再给中央写个检讨报告。”在一次谈话中，十世班禅谈到“过去我被人扶在宝座上，接受众人拜见，就连我自己的父母来见我，都要给我磕头。那时我不知道天高地厚，但是现在我知道了，那样做是错误的。一个不知道天高地厚的人，什么事情也办不成，现在越想越可笑。”

#### 结婚
1978年，十世班禅与其他民主人士组成代表团到外地考察，原69军军长董其武是考察团副团长。考察之中，十世班禅和与其年龄相近的董其武的警卫关系较近。于是，十世班禅委托该警卫员给自己介绍结婚对象，得到该警卫员答应。回北京后，该警卫员介绍了董其武的外孙女李洁。19岁的李洁出于好奇带着自己的五姨见了班禅，而十世班禅一见倾情直接向其求婚。李洁被十世班禅的气质所吸引，愿意放弃第四军医大学的学业与十世班禅结婚，但遇到舆论阻力和女方家人的反对，李洁的外祖父董其武也不同意。对此，十世班禅说：“喇嘛结婚并不违反教规。达赖喇嘛的哥哥嘉乐顿珠结了婚，达赖的弟弟也结了婚，他们都是活佛，可见一定程度是可以结婚的。”为此，他们二人向中共中央发出报告，申请结婚。1978年6月，在得到邓小平批准同意后，二人领取了结婚证书并举行了隆重的结婚典礼。李先念、张爱萍、杨得志、阿沛·阿旺晋美、赵朴初等出席了婚礼。婚后，李洁成为他的妻子兼秘书，并育有一女。

#### 半平反
1979年，对于西藏独立运动，十世班禅表示：“我维护祖国统一的立场是坚定不移的，对于分裂祖国的行径，我过去反对，现在反对，将来也反对，我愿为维护祖国统一的伟大事业作出最大牺牲。”7月2日，十世班禅在政协五届二次会议上被增选为全国政协副主席。1980年9月，当选全国人大常委会副委员长。但由于“左”的错误影响，十世班禅当时尚未获得彻底平反，依然戴着「反人民、反社會主義、蓄謀叛亂」的三頂帽子。之后不久，十世班禅前往藏区视察。出发前，全国政协主席邓小平和十世班禅谈话，称赞他是“我们国家一个最好的爱国者，是拥护国家统一的。” 视察中“你自己的活动，可以放手，不要顾虑。”“你在这次下去的时候可以说，文化革命中那些事情都错了。你不要怕，就说这是中央领导同志讲的。”
此后，十世班禅七次去西藏，三次去青海，两次去四川藏区视察。在此期间，十世班禅也曾率领代表团前往澳大利亚、新西兰、尼泊尔及南美玻利维亚数国进行访问。出国访问期间，十世班禅曾收到来信劝其趁出国访问的机会到自由国家避难，十世班禅对此回答到“我和达赖喇嘛是教友，我尊重他，但我们走的路不一样。”十世班禅任中华人民共和国宪法修改委员会委员，援助西藏发展基金会主任委员，中国佛教协会名誉会长，中国藏语系高级佛学院院长。

### 返藏重建与改革
1982年，离开西藏18年之久的十世班禅回到西藏，受到了数千藏人的欢迎。一周后，他重开了扎什伦布寺的佛塔，当地三万居民参加了相关仪式，该寺曾存放了五世至九世班禅的遗骨，文革时期被红卫兵肢解抛弃，后被藏人找回。从当年起，十世班禅在以国家领导人和宗教领袖的双重身份下访前往藏区各地访问，在发表谈话中，十世班禅号召信徒群众不要再奉献钱物和布施，认为这些原本只是送给活佛举行象征意义的见面礼，但是由于有人把它误认为是祈福赎罪的代价，并认为奉献的越多就越虔诚，导致了一些群众倾家荡产，为此与教义不符且加重了生活负担，应该予以改革，并表示：“这种对奉献的误解行之已久，积累成习，需要由宗教界自己去改革，看来需要我带个头，从教义的角度向信教群众讲清道理，劝导他们逐步改变这种习惯。”此后，十世班禅在每次访问藏区期间都声明不收奉献和布施。但仍旧有许多信众坚持该习惯。十世班禅有时把收到的现金交予当地政府用于教育文化事业，有时则留给寺庙，或者直接捐给当地的学校和幼儿园。根据不完全统计，1982年到1988年间，十世班禅先后在当地捐款20万元。
1983年6月，女儿堯西·班·仁吉旺姆于北京降生。
文革期间，《格萨尔》被批判为“大毒草”，《格萨尔》的各种抄本、刻本、译本、文物、画卷等在藏区各地遭到焚毁。文革结束后，《格萨尔》得到平反，1980年社科院少文所和民研会为抢救《格萨尔》成立了《格萨尔》工作组。1986年5月，十世班禅与中国《格萨尔》工作组成员会面并留影。
1986年11月，十世班禅率领全国人大代表团访问尼泊尔，向居住在尼泊尔的藏族人讲经摸顶，收到奉献布施4万余盾尼泊尔卢比。访问后，十世班禅将所得大部分捐给了释迦摩尼诞生地的藍毗尼建设委员会。12月9日，十世班禅与赵朴初、赵沨和吕骥等前在出访欧洲前前往中央音乐学院参加了“北京佛教音乐团”举办的音乐会。
1987年3月28日，十世班禅在全国人大小组会上发言时谈到：“1958年我在青海听到党内文件上说‘要挑起叛乱、压出叛乱，然后在平叛过程中，彻底解决宗教和民族问题’”。7月17日，十世班禅表示：“我们今天在这里欢聚一堂的时候，自然想到达赖喇嘛和国外的藏族同胞。他们远离故土、流落异国，脱离祖国，离别同胞，这是任何的爱国之心、有爱民族之心的人所不堪的。作为同一民族的同胞兄弟，我对他们的这种处境历来十分关切。特别是对达赖喇嘛本人，由于他和我同是佛门弟子，同是历史上形成的黄教教主宗喀巴衣钵的传承人，是很好的教友，我对他更为关切。”9月1日，十世班禅在北京的西黄寺主持创办了中国藏语系高级佛学院。
1988年2月8日、9日，十世班禅表示1987年10月，警察向围攻警察局的人群开火警告，造成人员死伤，与中国官方宣称没有人员死亡的说法冲突。同年，十世班禅与阿沛·阿旺晋美在西藏自治区大会上一同倡议并通过了《关于学习、使用、发展藏语文的若干规定》的决议，以推动对整个藏区民族文化、语言、文字的教育。4月，在全国人大七届一次会议中外记者招待会上，十世班禅回顾自己的历史时表示：“我在监狱里没有死掉，主要是周恩来先生的恩情。”5月，全国人大常委会决定对十世班禅进行平反。
由于文革期间，中国当时仅存的一套官刻《乾隆版大藏经》的经板7万多块经板中约有1万块遭到毁坏。1987年，中国佛教协会、北京市文物事业管理局、文物出版社决定重印《乾隆版大藏经》。1988年11月24日，十世班禅前往人民大会堂西藏厅参加了《乾隆版大藏经》发行仪式，并为重印的大藏经题词：“戒恶行善，克己自律，乃佛法也。弘扬佛学，利益众生，愿一切虔诚的信徒康福长寿。遍行善事乃众生幸福之源。”此外，他还说到：“‘文革’期间有很多珍贵的文物被毁，西藏地区也有许多珍藏的藏传佛教珍贵文物也都被毁掉了。没关系，会有大护法补刻上毁掉的经板。”

### 圆寂
1989年1月9日，十世班禅乘专机从北京动身前往西藏日喀则扎什伦布寺，主持班禅东陵札什南捷开光典礼（五世至九世班禅大师遗体合葬灵塔祀殿）。全国人大常委会副委员长习仲勋送行时说：“这个季节西藏缺氧严重，你要注意自己的身体，不要性急，要劳逸结合。”十世班禅说：“开光典礼办完，便遂了我最大的心愿，就是死了也瞑目。”习仲勋说：“佛祖不要你走，马克思也不要你走。”陪同班禅一同出行的包括李佐民、任仁等人外，还有班禅的父母、经师及习仲勋送的黑背狼犬。
1月10日，十世班禅参拜了大昭寺朝拜释迦牟尼佛像，诵经祈祷。1月11日上午，中共中央委员、西藏自治区党委副书记热地，向十世班禅归还60年代从班禅家中没收的档案材料，其中包括了《七万言书》手稿和照片、梦兆录、卦辞等。十世班禅对此说到：“你们看，这意见书，全是我亲手书写，亲自修改的，为了它，我花了不少心血。批判时，说是这个人写的，那个人写的，冤枉了不少人。”
1月14日乘车前往300公里外的日喀则。22日上午，十世班禅主持了在扎什伦布寺班禅东陵扎什南捷的开光典礼。参加此次典礼的人还包括国务院宗教事务局的领导，西藏、四川、甘肃、青海、贵州、宁夏等省区领导及当地党政军领导和僧侣代表。会上，十世班禅与中央代表和时任中共西藏自治区党委书记胡锦涛先后发表了讲话。开光典礼达5个小时，后宣布：“我的任务完成了！”
1月23日，十世班禅给各省代表召开座谈会，听取对西藏工作的意见。十世班禅发表讲话对中华人民共和国政府的西藏政策进行了激烈的批评，认为中华人民共和国治理西藏30年来付出的代价超过了发展带来的好处，并针对当时对待藏人示威的严厉处置表示有些官员反复犯错。24日，为宗教界代表召开座谈会，听取对藏传佛教发展的意见。25日与26日，为五万余信众逐一摩顶，因此劳累过度。27日晚，宴请日喀则军政领导。同日，十世班禅讲到：“扎什南捷开光典礼大会，我再加这样一句话就好了：我和达赖喇嘛都是宗喀巴弟子。在这个隆重的开光大典上，我很想念我的教友达赖喇嘛。”
1月28日凌晨，十世班禅在日喀则在主持历代班禅灵塔落成仪式中心臟病发作，心电图显示为急性下壁和广泛前壁心肌梗塞。时任中共中央总书记赵紫阳得知后立即派遣一队心脏病专家乘专机前往日喀则，时任中共中央书记处候补书记、中央办公厅主任温家宝任抢救小组组长。温家宝到达拉萨后，乘直升机前往日喀则的班禅新宫德庆格桑颇章。抢救进行两个小时后，守候在班禅身边的嘉雅活佛对救助人员说到：“你们已经尽了最大的努力，现在请把大师交给我们吧，让我们按照藏传佛教的仪轨处理”。随后，全国人大常委会开始编写讣告并准备在十世班禅去世后发布，讣告中称“伟大的爱国主义者，著名的国务活动家，中国共产党的忠诚朋友，中国藏传佛教的杰出领袖，十世班禅额尔德尼·确吉坚赞在日喀则新宫德庆格桑颇章逝世，享年51岁。”28日晚20时16分，十世班禅因抢救无效而圆寂。

### 身后
1989年1月29日，温家宝等人在日喀则参加十世班禅的遗体告别仪式。按照仪轨，十世班禅的遗体经脱水整形处理后永久保存。2月5日，在人民大会堂举行了十世班禅的追悼会。在得到长期保存处理并在扎什伦布寺的则甲大厅供奉4年零8个月接受信众瞻仰朝拜后，1993年8月30日，十世班禅的遗体被安放在耗资6406万元修建的黄金皮灵塔祀殿释颂南捷。十世班禅成为1970年代以来，除毛泽东以外唯一一位遗体得以保存的党和国家领导人。
十世班禅的突然去世引发了许多传言和猜测。西藏司政洛桑森格表示：「51歲的十世班禪仁波切在西藏日喀則扎西倫布寺的德慶格桑頗彰新宮不明不白地突然圓寂。」第八世阿嘉呼圖克圖阿嘉·洛桑圖旦·久美嘉措（阿嘉仁波切）於其自傳《順水逆風》（Surviving the Dragon）中表示當時人們對班禪大師於1989年「突然離去」疑惑重重。中国持不同政见者袁红冰在2011年宣称十世班禅死于政治暗杀；2013年，他與藏漢雙語詩人、藏學研究者安樂業将这一观点写入《殺佛——十世班禪大師蒙難真相》中。在藏人间有许多传言和阴谋论，如在十世班禅去世前，他曾在和他妻子最后一次见面的时候预见到自己的死亡。在他死前，天空出现了彩虹。包括第十四世达赖喇嘛在内的许多人认为十世班禅是被其医护人员毒死的。对此，十世班禅的女儿不发表评论，依然认为十世班禅的死是由于身体差、极度超重和慢性失眠所致。

## 继任

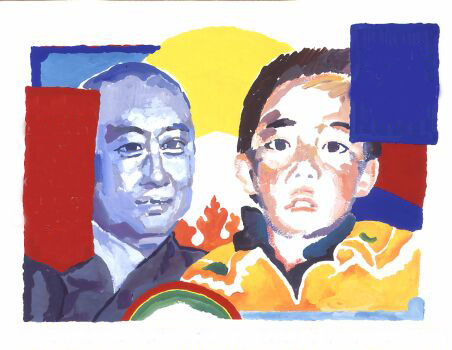
十世班禅头像与由达赖喇嘛认定的十一世班禅更登確吉尼瑪

1989年十世班禅去世后，时任西藏日喀则扎什伦布寺堪布恰扎·强巴赤列被中华人民共和国国务院任命为十世班禅转世灵童寻访小组组长，主持寻找十世班禅的转世灵童，对此，国务院拨款600万元，让强巴赤列全权负责。平时，强巴赤列活佛对北京表现得百依百顺，并因此获得全国政协常务委员、西藏自治区政协副主席的地位，以致被部分藏人认为是“汉人的走狗”。在转世灵童寻访期间，小组同时与西藏流亡政府保持着联系，强巴赤列暗中将寻访灵童的每一步的情况向第十四世达赖喇嘛汇报，并听取了达赖喇嘛的指示。
1993年8月，强巴赤列托人给达赖喇嘛送信，在信中强巴赤列表示“虽然班禅大师去世时的言行和观湖等迹象显示，转世灵童降生在“西藏”区域内，但还须达赖打卦，兆示灵童的特征和诞生方位。”同年年底，强巴赤列再次给达赖喇嘛送信通报寻访灵童将在下一年开始。在三次寻访之后，选出了七名候选男童和五名待查男童。更登確吉尼瑪排在五名待查男童之内。
1995年，强巴赤列将寻访结果通信告知了十四世达赖喇嘛。5月13日深夜，达赖喇嘛驻香港代表、达赖喇嘛二哥嘉乐顿珠通过电话告知在北京和西藏负责转世灵童工作的人员，第二天达赖喇嘛将正式宣布十世班禅转世灵童的结果。5月14日，达赖喇嘛在印度德里通过广播宣布生于西藏嘉黎县的更登確吉尼瑪为十世班禅的转世灵童。当月，强巴赤列被秘密逮捕，并在此后以分裂国家罪和故意泄露国家秘密罪被西藏自治区日喀则市中级人民法院判处有期徒刑6年、剥夺政治权利3年。强巴赤列对此表示不后悔，并解释到“我是受了比丘戒，并由达赖喇嘛灌顶的。我必须服从灌顶上师的意志，否则，是上不了天堂的。”同年11月29日，中国政府在大昭寺经金瓶挚签仪式认定确吉杰布是十世班禅的转世灵童，并于12月决定确吉杰布为第十一世班禅额尔德尼，12月8日在扎什伦布寺举行坐床大典。

## 家庭
确吉坚赞远祖出自西藏地方萨迦昆氏家族，其生父为尧西·古公才旦，生母为尧西·索朗卓玛，贡布慈丹在家中排行老大，有胞弟温都·公布甲。
他是历世班禅中唯一一位正式结婚的，于1979年结婚，妻子是原國民革命軍中將、中國人民解放軍上將董其武的外孙女李洁。两人育有一个出生于1983年的女儿仁吉旺姆。

## 著作
- 《七萬言書》
- 《菩提道次第广论简释》[11]
- 《双身喜金刚生、圆次第》[11]
- 《十世班禅佛学文集》[87]